# San Pablo Huixtepec
San Pablo Huixtepec là một đô thị thuộc bang Oaxaca, México. Năm 2005, dân số của đô thị này là 8216 người.